# Leone Battista Alberti

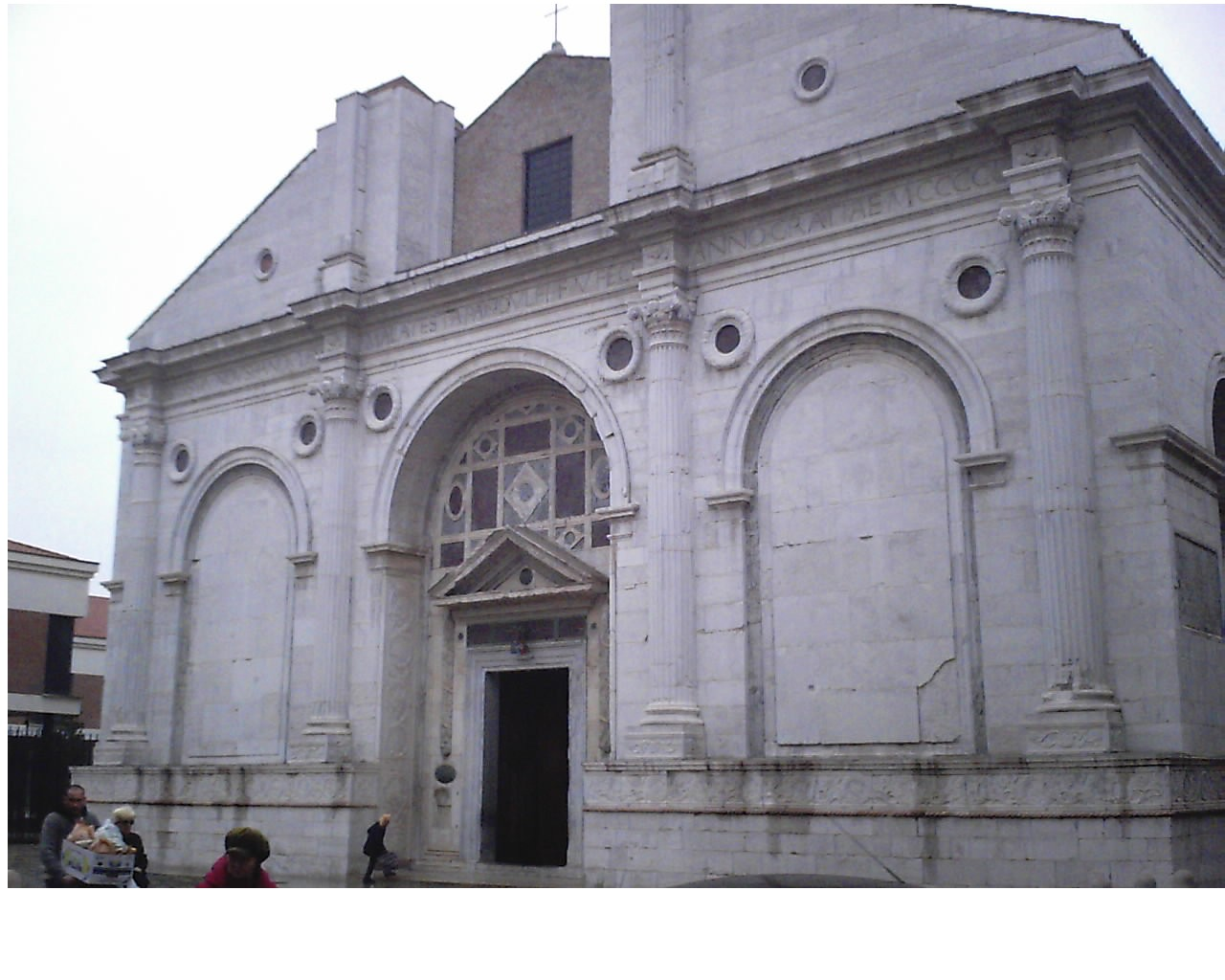
Tempio Malatestiano, Rimini

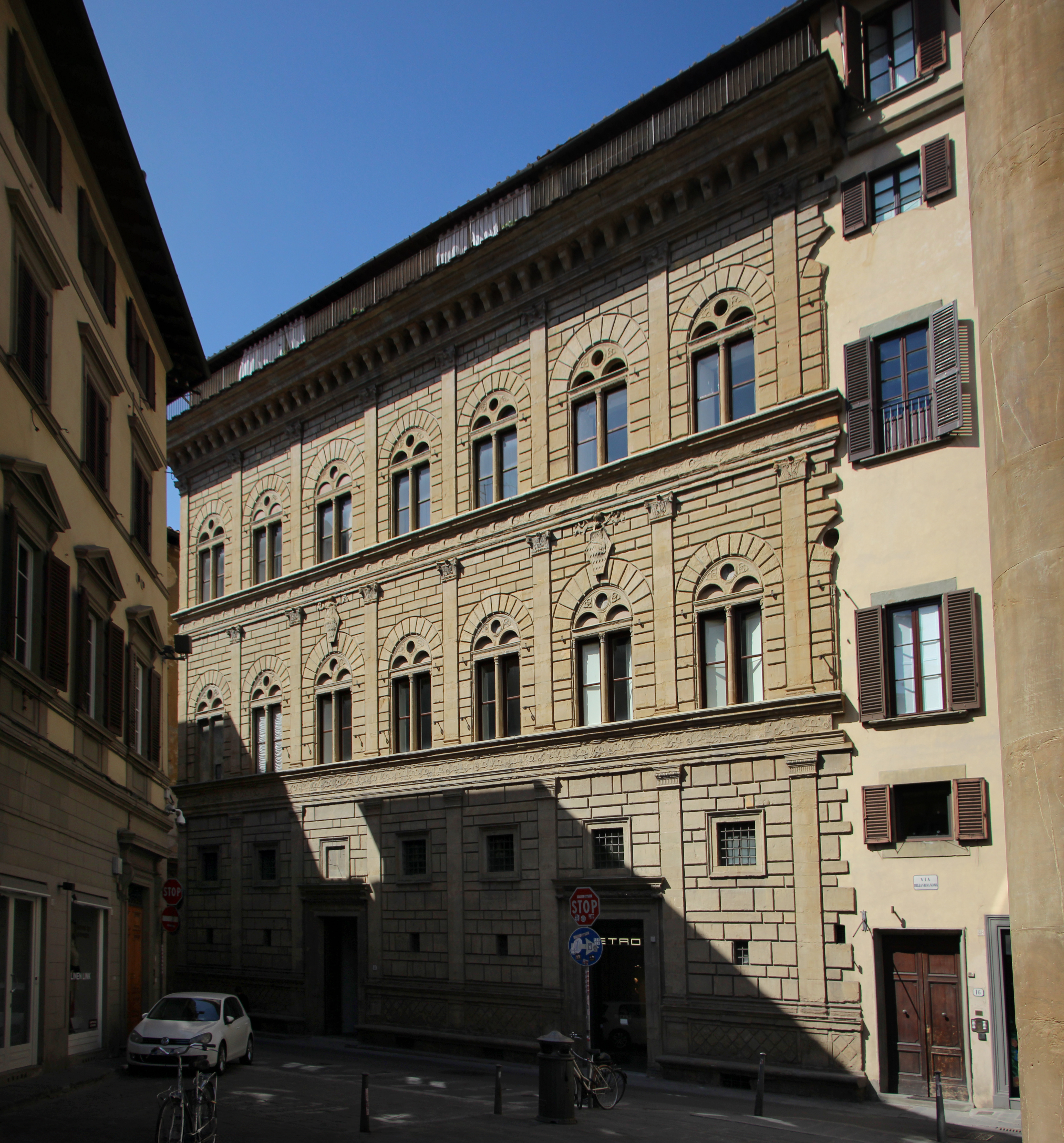
Pałac Rucellai, Florencja

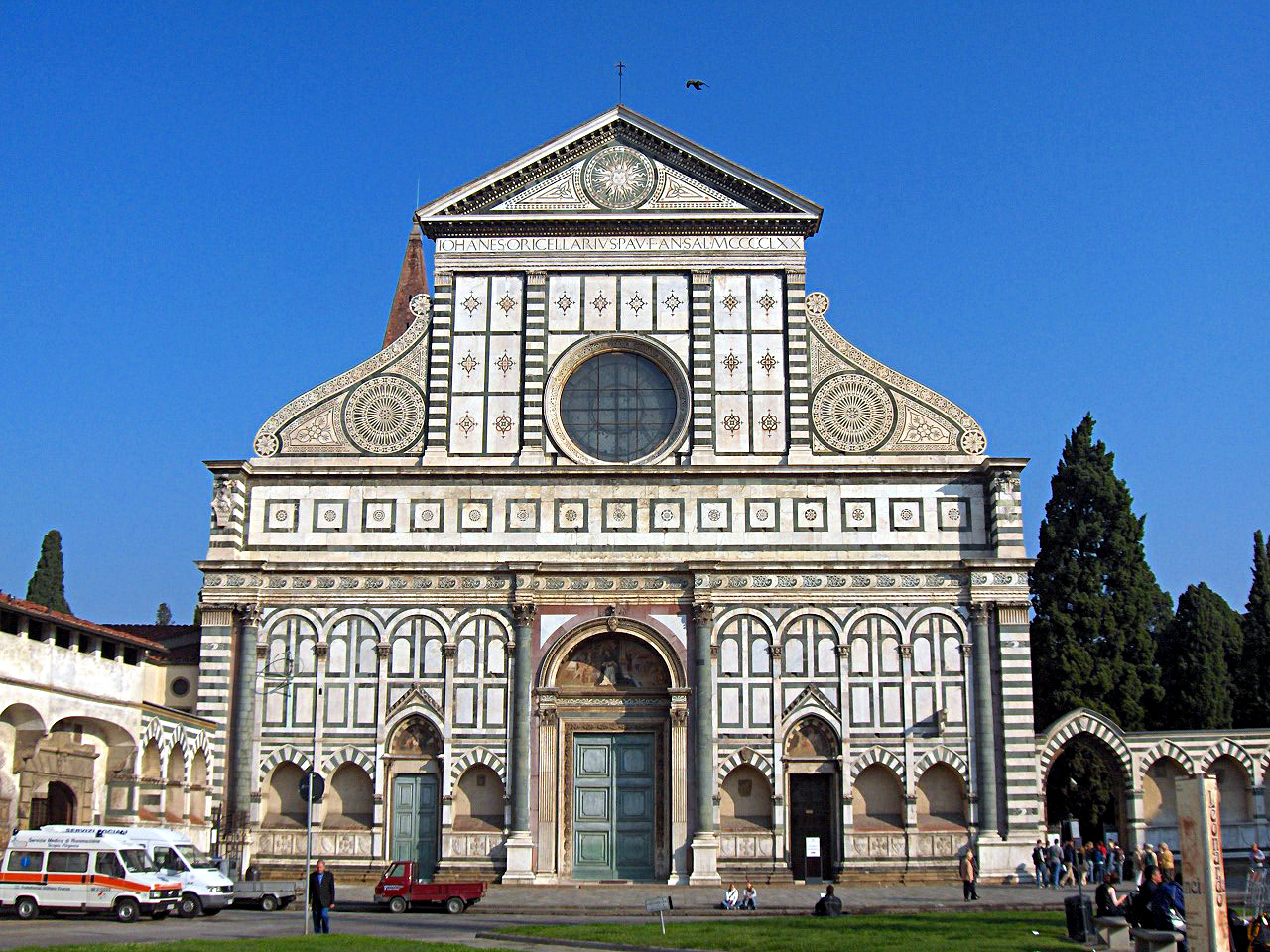
Kościół Santa Maria Novella we Florencji

Leone Battista Alberti (ur. 18 lutego 1404 w Genui, zm. 25 kwietnia 1472 w Rzymie) – włoski malarz, poeta, filozof, kartograf, muzyk, architekt, pisarz, scenograf, miejski planista, członek Akademii Florenckiej. Przedstawiciel humanistycznego nurtu włoskiego renesansu, nazywany „pierwszym człowiekiem renesansu”.

## Życiorys
Był nieślubnym synem. Jego ojciec był zamożnym kupcem, który z przyczyn politycznych opuścił Florencję. Alberti początkowo uczył się w szkole w Padwie. Jego ojciec zdołał uzyskać dla niego zniesienie zakazu przyjmowania święceń oraz sprawowania urzędów kościelnych przez nieślubne dzieci, dzięki czemu Leone Battista Alberti mógł rozpocząć studia prawnicze na Uniwersytecie Bolońskim. Alberti nie był więc z wykształcenia architektem, lecz uczonym – stworzył m.in. dzieło De re aedificatoria libri decem (Dziesięć ksiąg o sprawach budownictwa), oparte na traktacie Witruwiusza. Dzieło, znane również pod tytułem De architectura) zostało po raz pierwszy wydane we Florencji w 1485 roku.
W dziele De pictura (O malarstwie, 1435) jako pierwszy sformułował naukowe zasady perspektywy oraz wprowadził siatkę ułatwiającą jej wykreślanie. Był to pierwszy renesansowy traktat. Alberti poświęcił go teorii malarstwa, gdyż sam był malarzem i uważał tę sztukę za najdoskonalszą. Twierdził, że malarstwo jest najtrudniejszą ze sztuk, ponieważ jej zadanie polega na przedstawianiu trójwymiarowej rzeczywistości na dwuwymiarowej płaszczyźnie. Ponadto, że jest to sztuka uczona, która wymaga obszernej wiedzy na temat środków osiągania iluzji.
Jego traktaty miały bardzo duży wpływ na sztukę w renesansowych Włoszech.
Zapisał się również w historii kryptologii jako twórca tarczy szyfrującej realizującej szyfrowanie polialfabetyczne.
Jego twórczość literacka obejmuje bajki, nowele, elegie, sielanki, dialogi. Jest autorem Cento Apologhi. Dzieło to było znane z rękopisów, oficjalnie ukazało się w 1568 roku. Według relacji Alberti miał być również autorem mowy pogrzebowej na cześć psa.
Wśród współczesnych był nazywany „wcieleniem gracji”. Znany był również z bardzo dobrej sprawności fizycznej. Według relacji był w stanie przeskoczyć człowieka po odbiciu się z miejsca oraz podrzucić monetę tak, by uderzyła w sklepienie kopuły. Relacje te mogą faktycznie stanowić figurę retoryczną, przedstawiającą Albertiego jako wszechstronnego człowieka o nadzwyczajnych talentach. Wiosną i jesienią miał popadać w melancholię.
Utrzymywał kontakty z włoskim uczonym Paolo dal Pozzo Toscanellim. Alberti dedykował na cześć Toscanelliego Intercoenales (pol. Dysputy przy stole).

## Architekt
Jego pierwsze dzieło, Tempio Malatestiano, powstało dopiero w 42 roku życia Albertiego. Sigismondo Pandolfo Malatesta, książę Rimini, zlecił Albertiemu przebudowę kościoła franciszkanów na świątynię grobową dla niego samego i jego żony. Budowa nie została ukończona z powodu kłopotów finansowych księcia i jego śmierci. Zachowana dziś nawa stanowi tylko część planowanego budynku. Elewacja obecnej świątyni składa się z dwóch nierównej wysokości kondygnacji. Dolna podzielona jest na trzy pola przy pomocy półkolumn korynckich, między którymi znajdują się arkady. W środkowej najszerszej znajduje się portal zwieńczony ciężkim trójkątnym przyczółkiem. Ta cześć fasady miała nawiązywać do łuków triumfalnych, np. łuku Augusta w Rimini. W górnej nie ukończonej kondygnacji miała znajdować się nisza – o wymiarach tej poniżej, natomiast po bokach miały ją ujmować połówki segmentowego łuku.
Równocześnie Alberti zaprojektował fasadę pałacu Rucellai we Florencji. Budynek ten różni się już od dzieł w stylu Brunelleschiego – jego ściany nie są takie masywne; cały budynek wydaje się lżejszy i nie przytłacza przechodniów tak jak np. pałac Pittich. zastosowano tu podział na trzy kondygnacje za pomocą pilastrów, o wysokości równej poszczególnej kondygnacji. Alberti wzorując się chociażby na Koloseum zastosował spiętrzenie porządków. Pilastrom najniższej kondygnacji nadał charakter dorycki, a dwóm górnym kolejno joński i koryncki. Dodatkową innowacją było zastosowanie wydatnego gzymsu wspartego konsolkami nad ostatnią kondygnacją. Było to pierwsze wykorzystanie gzymsu koronującego.
Innym ważnym dziełem Albertiego jest fasada florenckiego kościoła Santa Maria Novella, gdzie po raz pierwszy zostały zastosowane woluty mające złagodzić przejście między nawą główną i nawami bocznymi, oraz zakryć dachy boczne. Poza tym Alberti jest twórcą kościoła San Andrea w Mantui.
Przypisuje się mu również projekt wzniesionej w latach 1451–1493 renesansowej kampanili przy katedrze w Ferrarze.
Podobnie jak Filarete czy Leonardo da Vinci próbował zaprojektować miasto idealne.